# Inneres Kind
Das Innere Kind ist das Modell für eine Betrachtungsweise innerer Erlebniswelten in der Psychotherapie. In der wissenschaftlichen Psychologie spielt dieser Begriff quasi keine Rolle. Erstmalig tauchte das Konzept in der sogenannten Transaktionsanalyse von Eric Berne auf. John Bradshaw sowie Erika Chopich und Margaret Paul veröffentlichten Bücher und dadurch wurde dieses Modell einer breiteren Öffentlichkeit bekannt. Es bezeichnet und symbolisiert die im Gehirn gespeicherten Gefühle, Erinnerungen und Erfahrungen aus der eigenen Kindheit. Hierzu gehört das ganze Spektrum intensiver Gefühle wie unbändige Freude, abgrundtiefer Schmerz, Glück und Traurigkeit, Intuition und Neugierde, Gefühle von Verlassenheit, Angst oder Wut. Das Innere Kind umfasst alles innerhalb des Bereiches von Sein, Fühlen und Erleben, welches speziellen Gehirnarealen zugeordnet wird. Die Arbeit mit dem Inneren Kind funktioniert nach dem Prinzip der beabsichtigten, bewussten, therapeutischen Ich-Spaltung zwischen dem beobachtenden, reflektierenden Erwachsenen-Ich und dem erlebenden Inneren Kind.
Dabei „übersetzen“ die genannten Autoren tiefenpsychologische und psychoanalytische theoretische Annahmen in eine für den interessierten Laien verständliche Sprache. Solche vereinfachte, zum Teil populärwissenschaftliche Darstellung beabsichtigt nicht, die komplexe und konfliktorientierte Differenziertheit psychodynamischer Theorien darzustellen.
Unabhängig voneinander und aufeinander aufbauend haben sich seit den 1990er Jahren verschiedene Ansätze der „Inneren-Kind-Arbeit“ entwickelt. Die Vorstellung des „Inneren Kindes“ wird je nach Therapieform mit unterschiedlichen anderen inneren Elementen verbunden wie beispielsweise: „Innerer Erwachsener“, „Innerer Regisseur“, „Hilfreiche Wesen“, „guter, sicherer Ort“. Gemeinsames Ziel dieser Ansätze ist es, seelische Wunden aus der Vergangenheit und Gegenwart zu heilen, falsche oder dysfunktionale Glaubens- und Lebensmuster zu erkennen, Probleme selbstverantwortlich und selbstkompetent zu lösen sowie liebevollen Umgang mit sich selbst (Selbstliebe) und anderen zu bewirken.

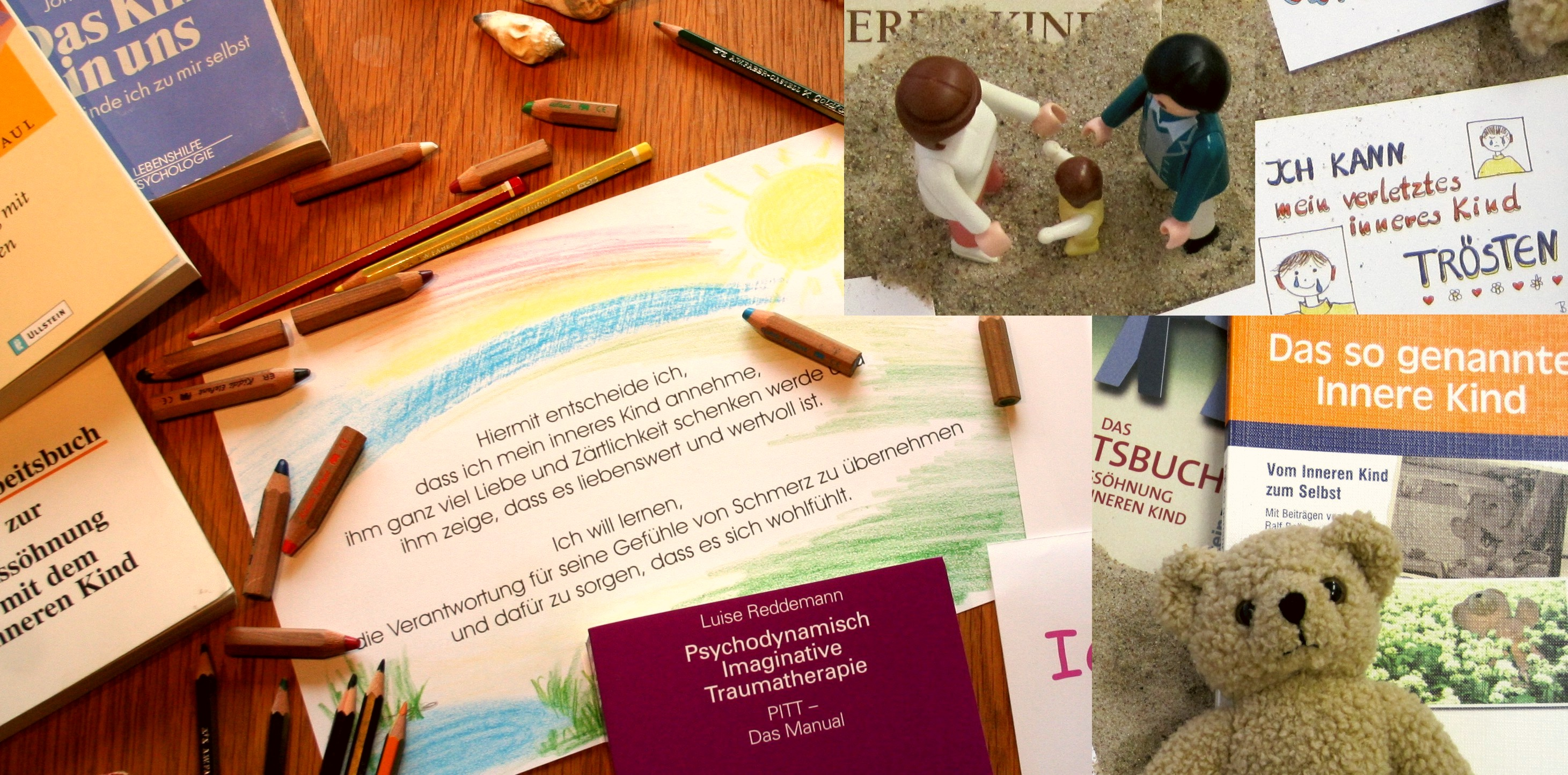
Material für die Innere-Kind-Arbeit in der Psychotherapie: neue Lebensmuster entwickeln und kreativ darstellen

## Grundannahmen
Die Grundannahme in der Arbeit mit dem Inneren Kind spiegelt sich in einem in diesem Zusammenhang häufig zitierten Satz: „Es ist nie zu spät für eine glückliche Kindheit“, der sowohl Erich Kästner als auch Milton Erickson zugesprochen wird. Es wird angestrebt, auf der einen Seite positives Erleben aus der Kindheit ins Bewusstsein zu heben und damit als Ressource nutzbar zu machen und auf der anderen Seite im „Hier und Jetzt“ die emotionale Zuwendung, die in der Kindheit gefehlt hatte, sich selbst eigenständig zu geben und psychische Verletzungen aus der Kindheit zu heilen.
Es wird angenommen, dass sowohl positive als auch negative frühkindliche Erfahrungen im Gehirn gespeichert sind und unter bestimmten Bedingungen dem Bewusstsein zugänglich und damit wieder erlebbar werden. Danach können positive Erfahrungen, wie kindliche Neugier, Begeisterungsfähigkeit, Staunen, Lebendigkeit, Spontaneität oder die Fähigkeit, ganz in der Gegenwart zu sein oder auch negative Erfahrungen, wie die kindliche Verwundbarkeit und kindliche Ängste vor Verletzungen und Zurückweisung, erlebbar werden. Es wird angenommen, dass die Sehnsucht nach Liebe und Anerkennung und danach, bedingungslos angenommen zu werden, Ausdruck frühkindlicher Grundbedürfnisse ist. S. 20–25

## Arbeit mit dem Inneren Kind
In der Arbeit mit dem Inneren Kind wird davon ausgegangen, dass ein Mensch, der als Kind wenig Liebe und Anerkennung erfahren hat und häufig durch Missachtung, Liebesentzug, Verlassenwerden oder Entwertung verletzt wurde, in seinem Selbstwertgefühl beschädigt wurde und dann als Erwachsener zum Beispiel ein unangemessen großes Verlangen nach Zuwendung durch andere Menschen entwickelt, wobei der jeweilige Anlass dazu als Narzisstische Kränkung bezeichnet wird.

### Ausgangsvorstellung der therapeutischen Arbeit
Hat das Kind in der Vergangenheit viel Schmerz oder Traumatisierungen erlebt, will der Erwachsene sich später davor schützen, den Schmerz des Kindes zu fühlen. Er möchte die damalige Hilflosigkeit und „Ausgeliefertheit“ nicht spüren oder fühlt sich überfordert. So haben viele Menschen beim Heranwachsen gelernt, den Zugang zu ihrem Inneren Kind zu drosseln oder abzuschneiden, um bestimmte Gefühle zu verdrängen.
Das Innere Kind – so die Modellvorstellung – empfindet sich als unzulänglich, schlecht, nicht liebenswert und entwickelt intensive Gefühle von Schuld und Scham. Hinzu kommt die Furcht, von anderen Menschen verlassen und zurückgewiesen oder aus einer Gruppe ausgeschlossen zu werden. Das „ungeliebte Kind“ projiziert diese Erwartung auf andere Menschen und unterstellt ihnen zum Beispiel, es permanent abzulehnen. So kann beispielsweise geringfügige Kritik durch den Partner panische Angst auslösen, weil das innere Kind diese Kritik mit altbekannten Gefühlen von Angst vor Strafe und Zurückweisung verbindet.
Der Erwachsene, der dieses Verhaltensmuster nicht versteht, verhält sich so, wie seine Eltern oder andere Bezugspersonen ihn geprägt haben. Er handelt nach falschen Glaubensmustern/Widerstandsmustern zum inneren Kind. Die entsprechenden Glaubenssätze können beispielsweise heißen:
- Ich kann mich selbst nicht glücklich machen; andere können das besser als ich.
- Andere sind für meine Gefühle verantwortlich, und ich bin für ihre verantwortlich.
- Ich wäre egoistisch und falsch, wenn ich mich selbst glücklich machte.
- Im Grunde meines Wesens bin ich schlecht.
- Am besten ist es, Bedürfnisse nach Liebe und Zuwendung wegzuschieben.[3] S. 20–25, 60–66

### Ablehnende Haltung gegenüber dem inneren Kind
Chopich und Paul betrachten eine ablehnende Haltung gegenüber dem inneren Kind als Widerstand in einem ähnlichen Sinne wie die klassische Psychoanalyse Widerstände versteht. Sie glauben, dass sich in der Ablehnung der Arbeit mit dem inneren Kind eine frühere real erfahrene Ablehnung des Kindes spiegelt und dass sich das in Aussagen wie diesen ausdrückt:
- In mir gibt es kein inneres Kind, andere haben es vielleicht, ich aber nicht.
- Niemand an meinem Arbeitsplatz würde mich noch respektieren, wenn ich kindlich wäre.
- Ich werde nie etwas zustande bringen, wenn ich das Kind in mir rauslasse.
- Ich kann dem Kind nicht vertrauen, es wird mir nur Ärger machen.
- Wenn ich mich meinem Kind öffne, werde ich die Kontrolle über mein Leben verlieren.[3] S. 35/36

### Zielvorstellung der therapeutischen Arbeit
Das Ziel einer Therapie ist, eine liebevolle innere Verbindung zwischen dem Inneren Kind und dem Erwachsenen herzustellen, um (wieder) Zugang zu den tiefen Quellen der Freude, Wahrnehmung und Intuition zu erlangen.
Es ist nötig, dass der Erwachsene sich dafür entscheidet, das innere Kind anzunehmen, um die falschen Glaubensmuster zu beseitigen. Wenn das Innere Kind angenommen wird, können solche Glaubenssätze heißen:
- Ich bin selbst verantwortlich für mein Glück.
- Ich bin bereit, meine Gefühle wahrzunehmen und anzunehmen.
- Ich bin offen für Neues und Veränderungen in meinem Leben.
- Ich bin stark genug, für mich selbst zu sorgen und für mein Wohlgefühl die Verantwortung zu übernehmen.
- Ich darf neugierig und verspielt, albern und spontan, lebendig und sensibel sein.
- Ich darf aber auch zornig und traurig sein, denn durch meine Selbstliebe erkenne ich, dass alle Gefühle wichtige Teile meiner selbst sind.

Mit der Übernahme der Selbstverantwortung wird der Mensch mehr und mehr unabhängig von der Meinung und dem Wohlwollen anderer, indem er für sein Wohlergehen selbst sorgt. S. 62–68

## Das Innere Kind in der Psychotherapie
Die konzeptionelle Vorstellung eines inneren Kindes als Anteil der Persönlichkeit wird in vielen Psychotherapierichtungen genutzt und war nach Ansicht einiger Autoren schon in Freuds psychoanalytischen Theorien implizit angelegt.
Das Modell vom Inneren Kind findet unter anderem in folgenden therapeutischen Richtungen Anwendung:
- Der Transaktionsanalyse von Eric Berne. Dem „Kind-Ich“ werden hier weitere fiktive „Innere Instanzen“ beigeordnet. Das „Erwachsenen-Ich“ wird zum „inneren (liebenden) Erwachsenen“ oder zum „Inneren Regisseur“, das „Eltern-Ich“ wird zum „Inneren Manager“. Der Regisseur/innere Erwachsene steht dabei für die Entscheidungsebene, den Mittler, der den spontanen Impulsen des Inneren Kindes sowie den sehr kopflastigen Entscheidungen des Inneren Managers eine für die Situation angemessene Entscheidung entgegenstellen soll. Wichtig ist hierbei, ob der innere Erwachsene  aufmerksam und liebevoll oder lieblos und ablehnend mit den inneren Kind interagiert.[4]

- Die Schematherapie arbeitet mittels Imagination mit verschiedenen Kind-Modi (verletztes, verärgertes, undiszipliniertes, glückliches Kind) und mit sogenannten „maladaptiven Schemata“, die den falschen Glaubensmustern/Lebensmustern entsprechen. Über imaginatives Rollenspiel und „Reparenting“ durch den Therapeuten soll der „gesunde Erwachsene“ modellhaft erfahren und installiert werden, um für das Innere Kind zukünftig zu sorgen.[5] S. 233, 341/2

- Die Psychodynamisch Imaginative Traumatherapie (PITT): Das innere Kind kann dabei auf einer fiktiven „inneren Bühne“ an einen inneren „sicheren Ort“ gebracht und dort von idealen „Helferwesen“ versorgt und beschützt werden.[6] S. 101 In der Stabilisierungsphase der PITT kann ein spezielles Skillstraining, das Elemente aus der  Dialektisch-Behavioralen Therapie  verwendet, auch für eine Gruppe „Erwachsener mit inneren Problemkindern“ eingesetzt werden.[7] S. 51–91

- Die Katathym-Imaginative Psychotherapie arbeitet mit ähnlichen Bildern wie die Psychodynamisch Imaginative Traumatherapie.[2] S. 197

- In der Ego-State-Therapie werden das Innere Kind oder die Inneren Kinder als verschiedene Ego-States verstanden.[6] S. 121 Die psychodynamische Sichtweise neuerer Entwicklungen entfernt sich von der Vorstellung einer homogenen Persönlichkeit und betrachtet innerseelische Vorgänge als ein Beziehungssystem von Ich-Zuständen, die miteinander in Kontakt stehen und im Krankheitsfall den Kontakt mehr oder weniger verlieren.[8]

- Das Bonding arbeitet nicht mit inneren Anteilen wie „Inneres Kind“, jedoch mit den zugehörigen Gefühlen und Glaubensmustern aus der Kindheit.

- Die Hakomi-Methode ist ein körperpsychotherapeutischer Ansatz, der über die Körperwahrnehmung den Zugang zum inneren Kind sucht und bei der Arbeit mit dem inneren Kind körperliche Empfindungen in den Fokus der Aufmerksamkeit rückt.
- In der systemischen Therapie mit der inneren Familie findet die Systemische Therapie in Form von Innerer-Kind-Arbeit Anwendung auf innere Prozesse.[9] Sie geht von der Multiplizität der Persönlichkeit aus mit Anteilen und einem führenden, vermittelndem Selbst, zwischen denen ein gesunder Gleichgewichtszustand angestrebt wird, wobei sie mit Ressourcen und Grenzsetzung versorgt werden.

- Im Inneren Team ist ein Persönlichkeitsmodell des Hamburger Psychologen Friedemann Schulz von Thun.

## Kontraindikation
Die Arbeit mit dem Inneren Kind ist eine Form der aufdeckenden Psychotherapie. Sie setzt eine gewisse Stabilität des Patienten zur Bearbeitung voraus und sollte nur durch einen ausgebildeten Psychotherapeuten durchgeführt werden.
Bei Patienten mit der Tendenz zu Fragmentierung ist fraglich, ob durch die Arbeit mit inneren Anteilen mehr Ganzheitlichkeit erreicht werden kann. Es besteht vielmehr ein Risiko, die Fragmentierung noch weiter zu verstärken. S. 121
Um mit dem Inneren-Kind-Ansatz im Rahmen einer Ego-State-Therapie arbeiten zu können, ist ein hinreichend stabiles Ich nötig: Der Mensch muss im Alltag einigermaßen kompetent als Erwachsener agieren können. Jedoch könnte eine Bearbeitung von Kindheitsproblemen ohne vorherige Bewältigung aktueller Probleme, beispielsweise mit sozialpsychiatrischen Hilfen im Alltagsbereich, eine zu große Belastung darstellen, und die Aufmerksamkeit bliebe durch die Aktualkonflikte gebunden. S. 123 Ebenso ist es nötig, zunächst an den Alltagssituationen zu arbeiten und Ressourcen zu aktivieren, wenn die Arbeit mit dem inneren Kind so viel traumatisches Material aktivieren könnte, dass es den Menschen arbeitsunfähig machen würde. S. 118